# Rollin' (canción de Brave Girls)
«Rollin'» (en hangul, 롤린) es una canción del grupo femenino de Corea del Sur Brave Girls. Fue lanzado el 7 de marzo de 2017 como el sencillo principal del EP del mismo nombre. Una nueva versión de la canción titulada «Rollin' (New Version)» fue lanzada el 11 de agosto de 2018, ahora con el grupo como un cuarteto, debido a la salida del grupo de la integrante Hayun.
En febrero de 2021, «Rollin'» ganó un repentino aumento en popularidad después de que un vídeo recopilatorio de Brave Girls interpretando la canción se volviera viral inesperadamente.

## Lanzamiento y promoción
«Rollin'» se lanzó originalmente el 7 de marzo de 2017 como la canción y sencillo principal del cuarto miniálbum de Brave Girls titulado Rollin'. El grupo interpretó la canción en el programa de música de Corea del Sur The Show el mismo día de su lanzamiento. Luego la presentó en el programa Show Champion de MBC el 8 de marzo, en M! Countdown el 9 de marzo y en el programa Inkigayo del canal SBS el 12 de marzo.
El 11 de agosto de 2018, el grupo lanzó «Rollin' (New Version)», una versión restaurada de la canción, como un regalo a los fans por su apasionado apoyo a la canción en el año y medio anterior. En marzo de 2021, en respuesta al repentino aumento de popularidad de la canción, el grupo reanudó las actividades promocionales de la canción.

## Vídeo musical
El 3 de marzo de 2017, se lanzó el primer adelanto del vídeo musical de «Rollin'» a través del sitio web de Brave Entertainment y en el canal oficial de YouTube de Brave Girls. El teaser mostraba a las chicas en una habitación oscura, sentadas en sillas con una tormenta como fondo. Fue calificado para mayores de 19 años en Corea del Sur. El 3 de marzo, se lanzó el segundo y último teaser, mostrando el baile grupal de la canción y escenas con las miembros sentadas en un sofá.
El vídeo musical fue lanzado el 7 de marzo de 2017 junto con el EP. El vídeo muestra a las integrantes del grupo bailando en una habitación con un fondo oscuro, mostrando la luna y muchos truenos. Unas sillas se incorporan en partes claves de la coreografía de la canción. El vídeo estaba restringido en YouTube para espectadores menores de 18 años. Un día después, se lanzó una versión de baile sin restricción de edad. El 9 de marzo, Brave Entertainment lanzó una versión "limpia" del vídeo musical original, en el que las escenas de las chicas acostadas una sobre la otra, que eran las que habían sido consideradas censurables, habían sido eliminadas.

## Rendimiento comercial
En el momento de su lanzamiento original, «Rollin'» no pudo ingresar a la lista musical de Gaon Digital Chart. Sin embargo, cuatro años después, para la semana que finalizó el 27 de febrero de 2021, la canción entró en el número 60 en el Gaon Download Chart, uno de los componentes del Digital Chart. Posteriormente entró en la lista digital de Gaon por primera vez en el número 2 en la semana que finalizó el 6 de marzo de 2021. De manera similar, «Rollin' (New Versión)» alcanzó el número 130 en la tabla de Gaon Download Chart en la misma semana que ingresó a la lista digital.
Durante la semana que terminó el 21 de marzo de 2021, la canción encabezó la lista digital de Gaon y se mantuvo en la cima durante dos semanas consecutivas, convirtiéndose en el primer éxito número uno del grupo. El grupo también encabezó la lista Gaon Streaming Chart durante tres semanas consecutivas. Para la semana que terminó el 25 de marzo de 2021, la canción también encabezó la lista K-pop Hot 100 de Billboard, el primer éxito número uno del grupo en dicha lista musical.

## Recepción y crítica
Antes del lanzamiento de la canción, la Korean Broadcasting System (KBS) consideró que «Rollin'» no era apta para su transmisión, afirmando que ciertas partes de la letra contenían una palabra de la jerga que era demasiado vulgar. Un representante de Brave Entertainment respondió que revisarían la letra para que la canción fuera revaluada. El 8 de marzo de 2017 se informó que se había levantado la prohibición.
A fines de febrero de 2021, cuatro años después del lanzamiento de la canción, un vídeo recopilatorio de Brave Girls interpretando la canción se volvió viral en YouTube. Como resultado, la canción ganó una gran popularidad y llegó a la cima de las listas de música en tiempo real en Corea del Sur. Pronto logró un Perfect All-Kill (PAK), encabezando simultáneamente todas las listas en tiempo real en Corea del Sur, y se convirtió en la primera canción de un grupo en hacerlo en el 2021. El 22 de marzo de 2021, «Rollin'» encabezó las listas durante 198 horas, lo que llevó a Brave Girls a convertirse en el grupo femenino con el récord de más cantidades de PAKs, un récord que ostentaba anteriormente el grupo Twice, que tenía 197 PAKs a través de múltiples sencillos principales.

## Reconocimientos

### Premios en programas de música
| Programa                  | Fecha               | Ref.   |
| ------------------------- | ------------------- | ------ |
| Inkigayo (SBS)            | 14 de marzo de 2021 | [ 18 ] |
| Inkigayo (SBS)            | 21 de marzo de 2021 | [ 19 ] |
| Inkigayo (SBS)            | 9 de mayo de 2021   | [ 20 ] |
| The Show (SBS MTV)        | 16 de marzo de 2021 | [ 21 ] |
| Show Champion (MBC Music) | 17 de marzo de 2021 | [ 22 ] |
| M! Countdown (Mnet)       | 18 de marzo de 2021 | [ 23 ] |
| Music Bank (KBS 2TV)      | 19 de marzo de 2021 | [ 24 ] |

### Premios en tiendas de música en línea
| Premio                  | Fecha               | Ref.   |
| ----------------------- | ------------------- | ------ |
| Weekly Popularity Award | 15 de marzo de 2021 | [ 25 ] |
| Weekly Popularity Award | 22 de marzo de 2021 | [ 25 ] |
| Weekly Popularity Award | 29 de marzo de 2021 | [ 25 ] |
| Weekly Popularity Award | 5 de abril de 2021  | [ 25 ] |
| Weekly Popularity Award | 12 de abril de 2021 | [ 25 ] |

### Listados
| Publicación  | Lista                                          | Ranking  | Ref.   |
| ------------ | ---------------------------------------------- | -------- | ------ |
| Marie Claire | 35 Essential K-Pop Songs Every Fan Should Know | Incluida | [ 26 ] |

## Posicionamiento en listas
| Lista (2021)                                        | Mejor posición |
| --------------------------------------------------- | -------------- |
| Corea del Sur (Gaon Digital Chart)                  | 1              |
| Corea del Sur (K-Pop Hot 100)                       | 1              |
| Estados Unidos (Billboard Global Excl. U.S.)        | 189            |
| Estados Unidos (Billboard World Digital Song Sales) | 13             |

| Lista (2021)                       | Mejor posición |
| ---------------------------------- | -------------- |
| Corea del Sur (Gaon Digital Chart) | 1              |

## Historial de lanzamiento
| País          | Fecha                | Formato                       | Sello               |
| ------------- | -------------------- | ----------------------------- | ------------------- |
| Corea del Sur | 7 de marzo de 2017   | CD Descarga digital streaming | Brave Entertainment |
| Corea del Sur | 11 de agosto de 2018 | Descarga digital streaming    | Brave Entertainment |